# Даниела Сий
Даниела Сий (на английски: Daniela Sea) е американски актьор, музикант и поет. Най-известен е с ролята на транссексуалния персонаж Макс Суийни в американско-канадския сериал „Ел Връзки“.

## Биография
Роден е през 1977 в Малибу, Калифорния с женски биологичен пол. Родителите на Сий са хипари-художници. Като малък баща му се разкрива като гей и родителите му се развеждат. Вторият му баща премества цялото семейство на Хаваите, заради страстта си към сърфинга. Детските му спомени за морето повлияват за избора на професионалния му псевдоним Сий (на английски „sea“ е море).
На 16 години Сий бяга от дома си в Лос Анджелис и се мести в Бъркли, Калифорния, където се присъединява към пънк-феминистката организация Gilman Street Project. По-късно учи актьорско майсторство в Лейни Колидж, същевременно свирейки в няколко пънк-рок групи.
Сий обикаля Европа, Азия, и цяла Турция на автостоп. Също играе в уличен театър и после се присъединява към трупата на полски пътуващ цирк като жонгльор на огнени предмети. В един момент от пътешествието заживява в Индия за шест месеца. Още докато свири в първите си групи той започва да се облича в драг, тоест да се дегизира като мъж.
След завръщането си от Европа, Сий се мести в Ню Йорк и започне наново актьорска кариера. Свързва се със своя приятелка, която е в екипа на „Ел Връзки“, и ѝ дават видеозапис за предстоящ кастинг за нова роля. Скоро след това бива поканен да се присъедини към сериала. Играе Мойра Суийни, андрогенен компютърен техник, който в началото на трети сезон е доведена в Лос Анджелис от тогавашната си приятелка Джени Шектър, изиграна от Миа Киршнър. Персонажът Мойра желае да смени пола си и като първа стъпка приема името Макс Суийни. Персонажът на Даниела Сий минава през изпитанията, пред които са изправени всички транссексуални хора, в това число и неразбирането, което срещат както от страна на най-близките си, така и от страна на обществото. Макс Суийни трябва да преодолее неодобрението на лесбийската общност, която го приема за „предател“ и недоумението на хетеросексуалните, които гледат на него като на циркова атракция.

## Личен живот
В интервю с Дрю Грегъри през 2021 г. Сий разказва за отношението си към концепцията за пол. Той разказва за това как докато участвал в „Ел връзки“, е изучавал езика на небинарни личности. Сий се идентифицира като транс, небинарен, полово експанзивен и куиър.
В Инстаграм профила си Сий употребява местоименията той/те.